# Micrixalus uttaraghati
Espèce
Micrixalus uttaraghati est une espèce d'amphibiens de la famille des Micrixalidae.

## Répartition
Cette espèce est endémique du Maharashtra en Inde. Elle se rencontre à Amboli dans le district de Sindhudurg dans les Ghâts occidentaux.

## Description
Le mâle holotype mesure 17,4 mm.

## Étymologie
L'épithète spécifique uttaraghati vient du sanskrit uttara, le Nord, et de ghat, les montagnes, en référence à la distribution de cette espèce par rapport aux autres espèces du genre Micrixalus.

## Publication originale
- Biju, Garg, Gururaja, Shouche & Walujkar, 2014 : DNA barcoding reveals unprecedented diversity in Dancing Frogs of India (Micrixalidae, Micrixalus): a taxonomic revision with description of 14 new species. Ceylon Journal of Science, Biological Sciences, vol. 43, no 1, p. 1－87 (texte intégral).